# De keuzes die je maakt
De keuzes die je maakt is een nummer van de Nederlandse band Van Dik Hout uit 1998.
De boodschap van het nummer is dat het niet altijd erg is om een fout te maken. Het nummer werd een klein hitje. Het behaalde de 2e positie in de Tipparade van de Nederlandse Top 40 en de 41e positie in de Single Top 100. De band plaatste het nummer op hun jubileumalbum Verspijkerd (2019). Het album bevat heropnames van hits. De keuzes die je maakt werd opnieuw opgenomen in samenwerking met Sharon Doorson en Kempi.